# Инчигилах
Инчигилах (Инхигилах; англ. Inchigeelagh; ирл. Inse Geimhleach, Гевлях) — деревня в Ирландии, находится в графстве Корк (провинция Манстер).

## Демография
Население — 166 человек (по переписи 2006 года). В 2002 году население составляло 157 человек.
Данные переписи 2006 года:
| Общие демографические показатели |               |                               |                               |      |      |
| Всё население                    | Всё население | Изменения населения 2002—2006 | Изменения населения 2002—2006 | 2006 | 2006 |
| 2002                             | 2006          | чел.                          | %                             | муж. | жен. |
| 157                              | 166           | 9                             | 5,7                           | 84   | 82   |